# Julius von Klever

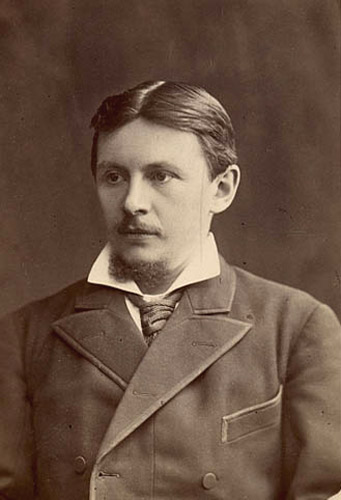
Julius von Klever

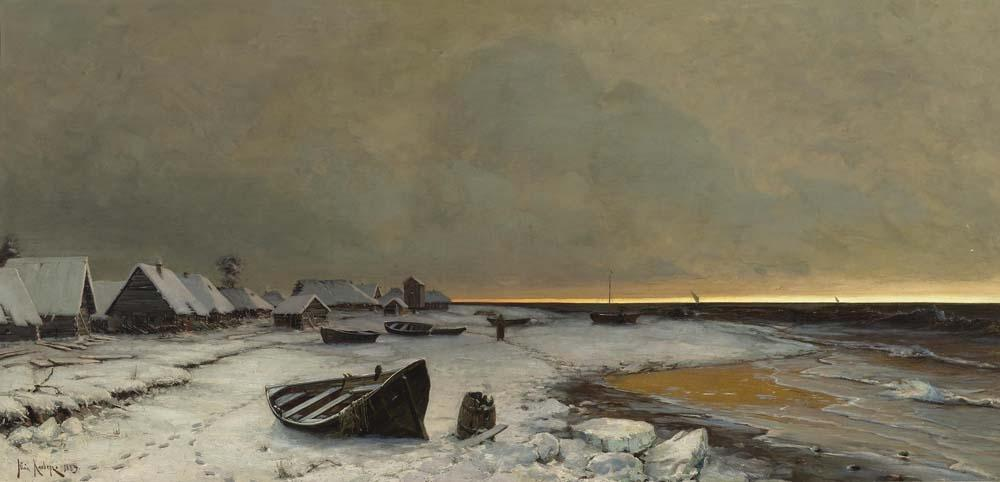
Winterlandschaft, 1883

Julius Sergius von Klever (russisch Юлий Юльевич Клевер/Juli Juljewitsch Klever; * 19. Januarjul. / 31. Januar 1850greg. in Dorpat; † 24. Dezember 1924 in Leningrad) war ein russischer Landschaftsmaler aus einer baltendeutschen Familie.

## Leben
1910 schrieb ein Kritiker anlässlich einer Jubiläumsausstellung für den sechzigjährigen Maler in Moskau: „Julius Klever ist nicht weniger populär in Russland, als Repin, Aiwasowski und Kuindschi.“ Trotz seiner großen nationalen und internationalen Erfolge fand er als Maler jedoch nie eine vergleichbare Anerkennung. Er galt bei vielen seiner malenden Zeitgenossen als „Salonkünstler“.
Julius Klever wurde 1850 in der damals zu Russland gehörenden Universitätsstadt Dorpat – heute Tartu in Estland – als Sohn eines Chemikers geboren. Er trägt der Familientradition folgend den gleichen Vornamen wie sein Vater.
Es war ein glücklicher Umstand, dass zu den Freunden der Familie Klever, der Maler Konstantin von Kügelgen gehörte. Er unterrichtete als Zeichenlehrer am Dorpater Gymnasium und erkannte früh das Talent des jungen Julius von Klever. Was Konstantin von Kügelgen seinem Schützling vermittelte, waren aber nicht so sehr zeichnerische oder malerische Fertigkeiten, sondern die Erfahrungen seiner Familie in Russland. Konstantin von Kügelgen gehörte einer berühmten deutsch-baltischen Malerdynastie an. Sein Vater Karl von Kügelgen und dessen Zwillingsbruder Gerhard von Kügelgen waren Hofmaler unter den Zaren Alexander I. und Nikolaus I. in St. Petersburg.
Besonders nachhaltig war für die künstlerische Entwicklung des jungen Julius von Klever, dass ihm durch Konstantin von Kügelgen das Werk von Caspar David Friedrich nahe gebracht wurde. Gerhard von Kügelgen war in Dresden ein enger Freund des Hauptmeisters der deutschen Romantik. Äußeres und finales Symbol dafür ist das Gemälde „Kügelgens Grab“, das Capar David Friedrich malte, nachdem sein Freund Opfer eines tödlichen Raubüberfalls geworden war. Er schenkte es der Witwe, die es mit nach Reval nahm. Dort wurde es in der weitverzweigten Familie von Kügelgen wie ein Heiligtum verehrt. Aus den Familienerinnerungen derer von Kügelgen geht hervor, welche Rolle Caspar David Friedrich für alle spielte: „Unter den künstlerischen Freunden unseres Hauses stand der Landschaftsmaler Friedrich obenan. Dergleichen Bilder waren früher nicht gewesen und werden schwerlich wiederkommen, denn Friedrich war ein Einundeinzigster seiner Art, wie alle wirklichen Genies.“
Julius von Klever war noch keine 18 Jahre alt, als er sein vertrautes Zuhause in der idyllischen Universitätsstadt Dorpat verließ, um ein Studium in der Hauptstadt des russischen Reiches aufzunehmen. Ein Foto als Student in St. Petersburg zeigt ihn als wohlerzogenen Sohn aus gutem Hause. Aber in dem Kunsteleven schlummern ein starkes Talent und ein fast abenteuerlicher Wille zur künstlerischen Selbstverwirklichung. Dem Wunsch seines Vaters folgend, beginnt er sein Studium an der Kunstakademie als freier Schüler der Architekturklasse. Doch schon nach wenigen Wochen teilt er dem Vater brieflich mit, dass er ins Atelier für Landschaftsmalerei gewechselt sei.
Nach einem Streit mit seinem angesehenen Lehrer, dem Landschaftsmaler Michail Klodt, der ebenfalls aus dem Baltikum stammt, wird er 1871 von der Akademie verwiesen. Klodt ist Gründungsmitglied der Künstlergenossenschaft der Peredwischniki, einer sehr erfolgreichen Bewegung, die ähnlich wie die Secessionen in Wien, München und Berlin nach Unabhängigkeit von der staatlich organisierten Ausstellungs- und Kunstpolitik strebt.
1874 wird Julius von Klever Gründungsmitglied einer Gegenbewegung, der Petersburger Kunstausstellungsgesellschaft, und erhält bei deren Ausstellung den ersten Preis. Mit großem Fleiß und Einsatz veranstaltet er 1875 eine Personalausstellung mit eigenen Arbeiten in den Räumen der Gesellschaft zur Förderung der Künste. Mehrere seiner Gemälde werden von Mitgliedern der Zarenfamilie erworben. 1877 heiratet der Maler die Tochter des pensionierte Generals Karl Ferro, Leiter der kaiserlichen Palastapotheke in Zarskoje Selo. Aus der Ehe gehen vier Kinder hervor.
Der steile durch die Romanows geförderte Aufstieg des Malers stößt bei den Vertretern der Peredwischniki auf scharfe Kritik. Wladimir Stassow, der einflussreiche Theoretiker der Gruppe, bezeichnet Klevers auf großem Fleiß beruhende Produktion als „Fabrik von Wandverzierungen“. Klever entzieht sich diesen unfruchtbaren und überspitzten Kritiken durch eine Studienreise in die Abgeschiedenheit der Insel Nargen. Sie heißt heute Naissaar und wurde 1995 von der estnischen Regierung unter Naturschutz gestellt. Das bedeutendste noch erhaltene Gemälde aus dieser Zeit „Fischerdorf auf der Insel Nargen“ befindet sich heute in den Sammlungen des Staatlichen Russischen Museums in St. Petersburg. Julius von Klever stellte es 1881 im berühmten Pariser Salon aus. Anschließend kauft es der Großfürst Alexej Alexandrowitsch, Generaladmiral der Kaiserlichen Marine.
Der große Kunstkenner und Mäzen Pawel Tretjakow erwirbt 1880 das Gemälde „Urwald auf der Insel Nargen“ für seine Sammlung. 1881 wird Julius von Klever dafür von der Kunstakademie in St. Petersburg der Professorentitel verliehen. Ab 1880 stellt er jetzt regelmäßig auf den großen Kunstausstellungen in Berlin, München und Wien aus.
Zu den Krönungsfeierlichkeiten von Alexander III. anno 1883 in Moskau gestaltet Julius von Klever mit dem ebenfalls aus Dorpat stammenden Maler Oskar Adolf Hoffmann gemeinsam ein Monumentalbild. Bei der Beleuchtung des Kremls wurde damals erstmals elektrisches Licht eingesetzt.
Aufgrund seiner großen Reputation in Europa ernennt Alexander III. den von ihm sehr geschätzten Julius von Klever zum Kunstkommissar für die Weltausstellung 1885 in Antwerpen. Hier wird Julius von Klever vom König das Kavalierskreuz vom Leopold-Orden verliehen. Der Schah von Persien zeichnet ihn im gleichen Jahr mit dem Sonnen- und Löwenorden aus. Auf der Berliner Kunstausstellung von 1888 wird Julius von Klever mit einer Goldmedaille geehrt. 1893 erhebt ihn Alexander III. in den erblichen Adelsstand. Doch dieser Blitzkarriere folgt ein Krisenjahrzehnt mit künstlerischer Stagnation, Skandalen und Spielsucht. Dazu kommt, dass er Arbeiten seiner Schüler als seine ausgibt. Erst 1909 bekennt er sich öffentlich in der „Petersburger Zeitung“ zu seinem Tanz ums Goldene Kalb: „Das Leben auf großem Fuße und das Kartenspiel verschlangen alles.“
1898 verlässt Julius von Klever St. Petersburg, weil er eine Verhaftung fürchtet. Er lebt mehrere Jahre in der Nähe von Witebsk und in Riga. Von 1905 bis 1909 versucht er in Berlin, sich erneut zu etablieren. Er mietet eine Wohnung im Atelierhaus Sigmundshof 11. Nach ihm hatte Käthe Kollwitz hier ihr Atelier. Klever malt jetzt zahlreiche deutsche Landschaftsbilder und Motive nach literarischen Vorbildern aus der Romantik. Er signiert seine Arbeiten in dieser Zeit ausschließlich deutsch.
Doch Julius von Klever spürt, dass ihm auf den Großen Berliner Kunstausstellungen und auf dem deutschen Kunstmarkt nicht mehr die Aufmerksamkeit zuteilwird, die er als Professor und Maler der Akademie in St. Petersburg zwanzig Jahre früher erfuhr. Vor dem Ausbruch des Ersten Weltkrieges kehrt er nach St. Petersburg zurück. Im Revolutionsjahr 1917 endet die Zarenherrschaft. Die Romanow-Dynastie wird ermordet. Viele seiner adligen Verehrer, die Julius von Klever lange Jahre kannte, flüchten ins Ausland. Julius von Klever hat seine Gemälde immer sorgfältig datiert und so wissen wir, dass er auch in diesen Zeiten gemalt hat: Landschaften einer Welt von gestern. Er stirbt 1924 im inzwischen umbenannten Leningrad.
Ein bemerkenswerter Nachruf auf ihn erschien am 2. April 1925 im „Revaler Boten“, geschrieben von dem Arzt und Kunsthistoriker Leo von Kügelgen. Heute heißt Reval als estnische Hauptstadt Tallinn. Auch St. Petersburg führt wieder seinen angestammten Namen. In Russland sind die Gemälde von Юлий Юльевич Клевер in allen großen Museen präsent und es gibt zahlreiche Publikationen über ihn. Auch in den Kunstsammlungen von Estland, Lettland und Weißrussland ist er gut vertreten.

## Ausgewählte Werke
- Auf dem Feld, 1874, Kunstmuseum Wladimir-Susdal
- Der Friedhof, 1876 (deutsch gewidmet Antonia von Kügelgen), Kunstmuseum Tallinn
- Am Abend, 1876, Nationalmuseum von Weißrussland in Minsk
- Niederwald, 1878, Tretjakow-Galerie Moskau
- Urwald auf der Insel Nargen / Waldinneres, 1880, Tretjakow-Galerie Moskau
- Fischerdorf auf der Insel Nargen, 1881, Russisches Museum St. Petersburg
- Illumination des Kreml am Tag der Krönung des Zaren Alexander III., 1883, Tropinin-Museum Moskau
- Rotkäppchen, 1887, Kunstmuseum von Nowgorod
- Der Erlkönig, 1887 (deutsch signiert, Akad. Berl. Kunstausstellung 1887, Privatbesitz)
- Sonnenuntergang im Fichtenwald, 1889, Kunstmuseum des Gebiets Irkutsk
- Ambrosowitschi, 1899, Gebietsmuseum von Witebsk
- Birkenallee. Abrosowitschi, 1899, Russisches Museum St. Petersburg
- Am Strand von Ahlbeck, 1904 (deutsch signiert, Privatbesitz)
- Spaziergang am Ostseestrand, 1905 (deutsch signiert, Privatbesitz)
- Christus auf dem Wasser, 1908 (deutsch signiert, Privatbesitz)